# Caroste
Caroste (Kharoṣṭhī) ou areameoíndia é um abugida utilizado antigamente no sudeste asiático (cultura da regão de Gandara) para escrever os idiomas gandari e sânscrito, entre os séculos III a.C. e III d.C.. Através do comercio da Rota da Seda, pôde sobreviver em alguns locais até o século VII.[carece de fontes?] Seus caracteres estão cifrados no sistema unicode entre U+10A00 e U+10A5F. Se escreve da direita para a esquerda.